# Христич Павло Дем'янович
Павло́ Дем'я́нович Хри́стич (1895  — 26 серпня 1937 , Київ, Київська область, Українська РСР, СРСР ) — український радянський державний діяч, голова Київської міської ради (березень — серпень 1937 року). Член ЦК КП(б)У (червень — серпень 1937).

## Біографія
Народився 1895 року. Походив з робітничої родини, мав середню освіту. Працював слюсарем на заводі «Арсенал» та на Південноросійському машинобудівному заводі в місті Києві. 
Член РСДРП(б) з 1916 року. 
Брав участь у встановленні російсько-більшовицької влади в Україні, більшовицькому повстанні на заводі «Арсенал» проти Української Народної Республіки.
У 1919 році працював слюсарем на харківському заводі фон Дітмара («Світло шахтаря»), проводив «підпільну революційну роботу». 
У 1920 році — завідувач відділу агітації і пропаганди (агітпропу) Харківського губернського комітету КП(б)У.
З 1920 по 1927 рік перебував на керівній радянській, профспілковій та господарській роботі. Служив у лавах Червоної армії, працював у профспілці «Металіст».
У 1927–1928 роках — секретар Ленінського районного комітету КП(б)У міста Києва. Брав участь у конференціях та з'їздах КП(б)У.
Навчався у Промисловій академії, після її закінчення працював керуючим вуглевидобувного тресту на Донбасі, директор заводу в місті Дружківці Донецької області.
З 1934 по 1937 рік — директор київського заводу «Червоний екскававатор».
28 березня 1937 року обраний головою Київської міської ради. На XIII з'їзді КП(б) України 3 червня 1937 року обраний членом Центрального комітету партії. Проте недовзі викритий як «ворог народу». Передчуваючи арешт, 26 серпня 1937 року наклав на себе руки.